# Манауре-Балькон-дель-Сесар
Манауре-Балькон-дель-Сесар (исп. Manaure Balcón del Cesar) — город и муниципалитет на северо-востоке Колумбии, на территории департамента Сесар.

## История
Поселение из которого позднее вырос город было основано 1 января 1874 года. Муниципалитет Манауре-Балькон-дель-Сесар был образован в 1980 году.

## Географическое положение

Муниципалитет Манауре-Балькон-дель-Сесар

Город расположен в северной части департамента, в гористой местности хребта Сьерра-де-Периха, на расстоянии приблизительно 22 километров к востоку-юго-востоку (ESE) от Вальедупара, административного центра департамента. Абсолютная высота — 917 метров над уровнем моря.

Муниципалитет Манауре-Балькон-дель-Сесар граничит на юге с муниципалитетом Ла-Пас, на севере — с территорией департамента Гуахира. На востоке административная граница муниципалитета совпадает с участком государственной границы с Венесуэлой.
Площадь муниципалитета составляет 127 км². Среднегодовая температура воздуха — 24 °C.

## Население
По данным Национального административного департамента статистики Колумбии, совокупная численность населения города и муниципалитета в 2012 году составляла 13 522 человек.
Динамика численности населения муниципалитета по годам:
| 2005   | 2006   | 2007   | 2008   | 2009   | 2010   | 2011   | 2012   |
| ------ | ------ | ------ | ------ | ------ | ------ | ------ | ------ |
| 11 317 | 11 623 | 11 926 | 12 238 | 12 563 | 12 873 | 13 198 | 13 522 |

Согласно данным переписи 2005 года мужчины составляли 51,3 % от населения Манауре-Балькон-дель-Сесара, женщины — соответственно 48,7 %. В расовом отношении белые и метисы составляли 92,9 % от населения города; негры, мулаты и райсальцы — 6,4 %; индейцы — 0,7 %.
Уровень грамотности среди всего населения составлял 84,3 %.

## Экономика
Основу экономики Манауре-Балькон-дель-Сесара составляет сельскохозяйственное производство.

56,8 % от общего числа городских и муниципальных предприятий составляют предприятия торговой сферы, 33,9 % — предприятия сферы обслуживания, 9,3 % — промышленные предприятия.